# Eublemma pyrosticta
Eublemma pyrosticta là một loài bướm đêm trong họ Erebidae.